# حسن پستا
حسن پستا (۱۳۱۲ – آذر ۱۳۸۰) نویسنده و مترجم ایرانی بود.

نشسته از چپ (ردیف اول): سیمین بهبهانی، مهدی اخوان ثالث، ابوالحسن نجفی، محمدعلی سپانلو و شهرزاد سپانلو؛ ایستاده: اسماعیل نوری اعلا؛ نشسته از چپ (ردیف دوم): نعمت آزرم، حسن پستا، محمود مشرف آزاد تهرانی، ۱۳۵۹

## زندگی
پستا فعالیتِ ادبی و اجتماعیِ خود را از اوایل جوانی آغاز کرد و برای فعالیتِ ادبی‌اش در ۱۳۳۰ موفق به دریافتِ مدالِ طلای داستان‌نویسی از دست سعید نفیسی شد. پس از کودتای ۲۸ مرداد ۱۳۳۲ از جوان‌ترین کسانی بود که به جزیره خارگ تبعید شد. پستا پس از کودتا نیز به فعالیت ادبی و اجتماعی خود ادامه داد. او از امضاکنندگانِ متن ۱۳۴ نویسنده و از اعضای فعال کانون نویسندگان ایران بود. ترجمهٔ خانواده پاسکوال دوآرته از خوسه سه‌لا و صبح آوریل از هوارد فاست در زمینهٔ ادبیاتِ بزرگ‌سالان و قصه‌های مردم آسیا، بن کلاه‌انجیری و پسری که تصویرها را می‌خواند در زمینهٔ ادبیاتِ کودکان و نوجوانان از جمله آثارِ او هستند. آخرین اثری که پستا ترجمه آن را آغاز کرد، کتاب نه‌جلدیِ فرهنگِ نوجوانان بود که به سبب ابتلا به بیماری مهلک نتوانست آن را به پایان ببرد. او در قطعه هنرمندان بهشت زهرا (قطعه ۸۸، ردیف ۱۶۵، شماره ۵) به خاک سپرده شده‌است. پستا از دوستان نزدیک محمود مشرف آزاد تهرانی و مهدی اخوان‌ثالث بود. شعر چاووشی اثر اخوان‌ثالث به حسن پستا تقدیم شده‌است.

## آثار
- فرهنگ روابط بین‌الملل، روی آلتون، جک پلینو، حسن پستا (مترجم)، تهران: فرهنگ معاصر
- ماجراهای باور نکردنی پروفسور برانشتام، نورمن هانتر، حسن پستا (مترجم)، تهران: کانون پرورش فکری کودکان و نوجوانان
- زردها...، یه چون چان، حسن پستا (مترجم)، تهران: زمستان
- تاریخ تمدن: روسو و انقلاب (بخش دوم)، ویلیام جیمز دورانت، آریل دورانت، ضیاء الدین علائی طباطبایی (مترجم)، حسن پستا (ویراستار)، تهران: علمی و فرهنگی
- فیدل کاسترو و مذهب، حسن پستا و سیروس طاهباز، تهران: انتشارات همبستگی
- کوهستان زمزمه‌گر (بن کلاه‌انجیری)، جوان آیکین، حسن پستا (مترجم)، تهران: نشر لک‌لک
- سزای خوبی بدی نیست، حسن پستا، تهران: کانون پرورش فکری کودکان و نوجوانان
- تحولات سیاسی در آلمان غربی از اشمیت تا کوهل، یان داربی شر، حسن پستا (مترجم)، ناصر موفقیان، تهران: انتشارات فرانکلین
- فرعون‌ها هم می‌میرند، الیزابت پین، حسن پستا (مترجم)، تهران: وزارت فرهنگ و آموزش عالی
- صبح آوریل، هوارد فاست، حسن پستا (مترجم)، تهران: انتشارات سوره مهر
- خانواده پاسکوال دوآرته، کامیلو خوزه سلا، حسن پستا (مترجم)، تهران: دفترهای زمانه
- قصه‌های مردم آسیا (چهار جلد)، تهران: کانون پرورش فکری کودکان و نوجوانان
- پسری که تصویرها را می‌خواند، سیمور لیخمن، تهران: امیرکبیر
- مجموعه داستان‌های روسی